# Belonogaster nigricans
Belonogaster nigricans är en getingart som beskrevs av Richards 1982. Belonogaster nigricans ingår i släktet Belonogaster och familjen getingar. Inga underarter finns listade.